# Cantone di Vitry-le-François-Champagne et Der
Il Cantone di Vitry-le-François-Champagne et Der è una divisione amministrativa dell'Arrondissement di Épernay.
È stato costituito a seguito della riforma approvata con decreto del 21 febbraio 2014, che ha avuto attuazione dopo le elezioni dipartimentali del 2015.

## Composizione
Comprende i 35 comuni di:
- Ablancourt
- Arzillières-Neuville
- Aulnay-l'Aître
- Bignicourt-sur-Marne
- Blacy
- Blaise-sous-Arzillières
- Bréban
- Chapelaine
- Châtelraould-Saint-Louvent
- La Chaussée-sur-Marne
- Coole
- Corbeil
- Courdemanges
- Couvrot
- Drouilly
- Frignicourt
- Glannes
- Huiron
- Humbauville
- Lignon
- Loisy-sur-Marne
- Maisons-en-Champagne
- Margerie-Hancourt
- Marolles
- Le Meix-Tiercelin
- Pringy
- Les Rivières-Henruel
- Saint-Chéron
- Saint-Ouen-Domprot
- Saint-Utin
- Sompuis
- Somsois
- Songy
- Soulanges
- Vitry-le-François